# Вільгельм Ліндгольм
Вільгельм Адольф Ліндгольм (нім. Wilhelm Adolf Lindholm) (1874—1935) — малаколог і герпетолог, відомий дослідженнями фауни Кавказу, Криму та Байкалу. Описав 3 визнаних нових для науки види рептилій та понад 120 визнаних нових для науки видів молюсків, зокрема близько 50 наземних.
На честь дослідника названо ящірку Ліндгольма, Darevskia lindholmi (Szczerbak, 1962), ендеміка Кримських гір, та бананову жабу Ліндгольма, Afrixalus lindholmi (Andersson, 1907), ендеміка Камеруну, а також близько 20 видів і 3 родів молюсків.

## Життєпис
Народився у шведській німецькомовній родині з міста Гаміна окупованої Фінляндії. Рідною мовою дослідника була німецька. За народження отримав ім'я Вільгельм Адольф, але також використовував ім'я Василь Адольфович. Молоді роки провів у Російській імперії, навчання не закінчив і переїхав до Німеччини. Першу половину дорослого життя професійно займався комерційною діяльністю, одночасно проявляючи великий інтерес до зоологічних досліджень, зібрав значні колекції молюсків у Східній Європі та в Німеччині. На волонтерських засадах працював у природничому музеї Вісбадена, де тісно співпрацював з відомими німецькими малакологами Оскаром Беттгером і Вільгельмом Кобельтом. У цей період почав активно публікувати наукові зоологічні праці у німецьких журналах, опрацьовував герпетологічні колекції з різних частин світу й описав нові види рептилій, а також обробляв власні збори молюсків та колекції інших дослідників. Зокрема у 1904 році, за рекомендацією В. Кобельта, обробляв у Вісбадені велику колекцію молюсків з Байкалу, зібрану експедицією на чолі з професором Київського університету Олексієм Коротнєвим, за результатами опублікував монографію у 1909 році з описом великої кількості нових видів молюсків. У 1914 році був запрошений на роботу куратора колекцій наземних і прісноводних молюсків у Зоологічний музей в Петербурзі, де відтоді працював обробляючи колекції молюсків багатьох дослідників. Здійснив кілька експедицій в Крим і Кавказ. Обробляв колекцію прісноводних молюсків з пониззя Дніпра, зібрану експедиціями київських гідробіологів на чолі з професором Дмитром Белінгом, за результатами опублікував велику статтю в київському академічному журналі у 1929 році.

## Описані таксони

#### Рептилії

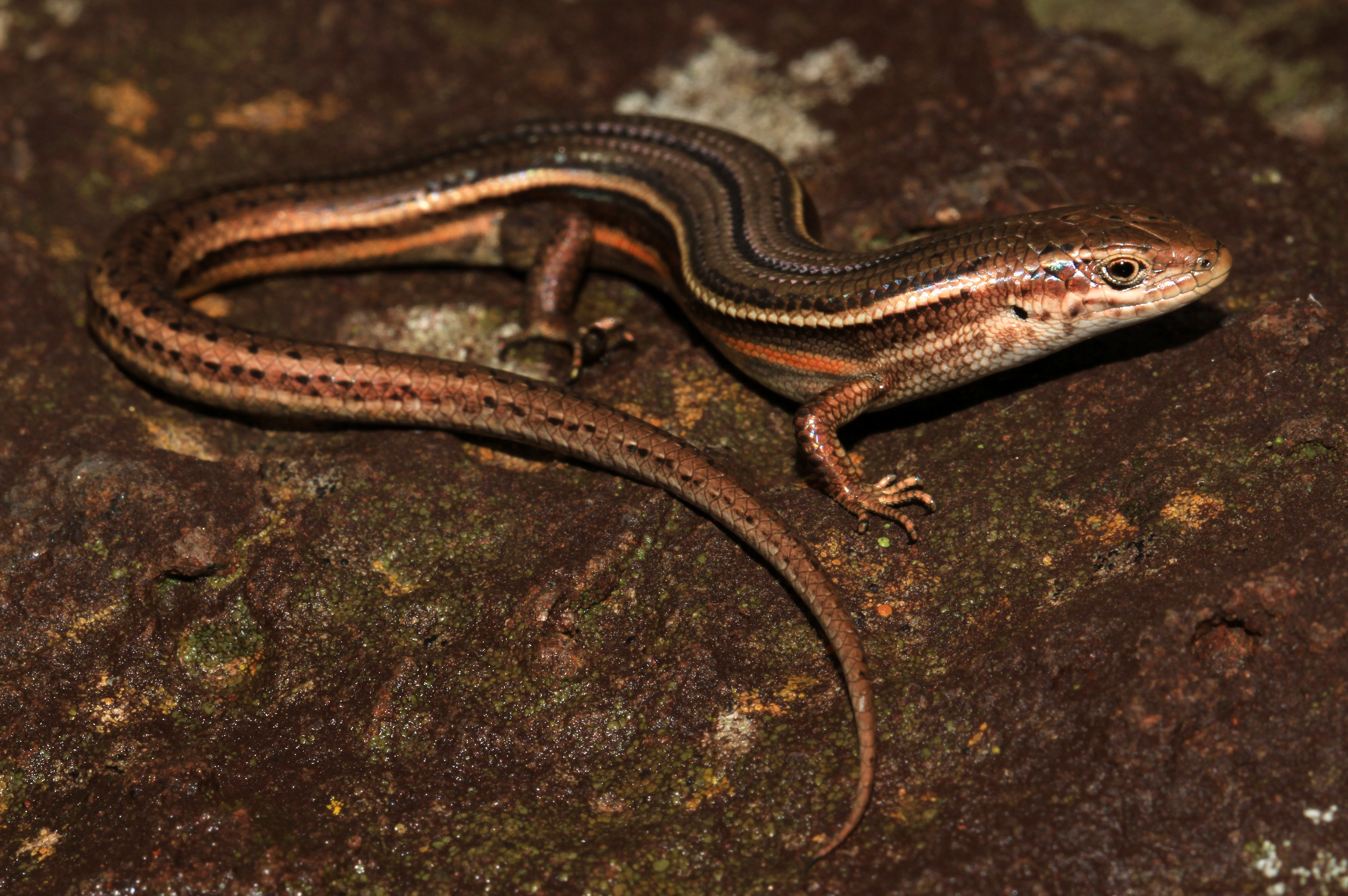
Сцинк Pseudemoia pagenstecheri (Lindholm, 1901) з Австралії, описаний вперше для науки Вільгельмом Ліндгольмом з колекції у Німеччині

У таксономічній базі даних «The Reptile Database», станом на 2024 рік, є 3 види рептилій, описаних В. Ліндгольмом, що відмічені як нині прийняті:
- Pseudemoia pagenstecheri (Lindholm, 1901) — сцинк з південної Австралії
- Dipsadoboa weileri (Lindholm, 1905) — полоз з центральної та західної Африки
- Stegonotus diehli (Lindholm, 1905) — полоз з Папуа Нова Гвінея

#### Молюски
У таксономічній базі даних «MolluscaBase», станом на 2024 рік, є 122 види і 63 надвидових таксони, описаних В. Ліндгольмом, що відмічені як нині прийняті.
Деякі описані види молюсків:
- Vertigo geyeri Lindholm, 1925 — наземний равлик з північної та центральної Європи, названий на честь німецького малаколога Д. Геєра[en]
- Pyramidula przevalskii[en] Lindholm, 1922 — наземний равлик з західного Китаю, названий на честь М. Пржевальського
- Conulopolita retowskii (Lindholm, 1914) — наземний равлик з Кавказу, названий на честь пруського малколога О. Ретовського
- Schistophallus kobelti (Lindholm, 1910) — наземний равлик з Криму, названий на честь німецького малаколога В. Кобельта[en]
- Vitrea nadejdae[en] Lindholm, 1926 — наземний равлик з Криму, названий на честь "фрау Надії Н. Ланц".
- Korotnewia semenkewitschi (Lindholm, 1909) — прісноводний равлик з Байкалу, названий на честь київського зоолога Ю. Семенкевича
- Choanomphalus korotnevi Lindholm, 1909 — прісноводний равлик з Байкалу, названий на честь київського зоолога О. Коротнєва.
- Sphaerium dybowskii Lindholm, 1909 — прісноводний двостулковий молюск з Байкалу, названий на честь львівського зоолога Б. Дибовського

## Деякі праці
- Lindholm W. A. 1901. Beiträge zur Kenntniss der Weichthierfauna Süd-Russlands. Nachrichtsblatt der Deutschen Malakozoologischen Gesellschaft. 33: 161–186.
- Lampe E., Lindholm W. A. 1902. Catalog der Reptilien- und Amphibian-Sammlung des Naturhistorischen Museums zu Wiesbaden. Jahrbücher des Nassauischen Vereins für Naturkunde. 55: 1–66.
- Lindholm W. A. 1906. Beitrag zur Molluskenfauna von Littauen. Nachrichtsblatt der Deutschen Malakozoologischen Gesellschaft. 38: 193–196.
- Lindholm W. A. 1908. Materialien zur Molluskenfauna von Südwestrussland, Polen und der Krim. Записки Новороссийского общества естествоиспытателей. 31: 199–232.
- Lindholm W. A. 1909. Die Mollusken des Baikal-Sees (Gastropoda et Pelecypoda) systematisch und zoogeographisch bearbeitet. Wissenschaftliche Ergebnisse einer zoologischen Expedition nach dem Baikal-See unter Leitung des Professors Alexis Korotneff in den Jahren 1900-1902. Fridländer, Kiew und Berlin. 4: 1–104.
- Lindholm W. A. 1910. Beiträge zur Kenntnis der Nassauischen Molluskenfauna. Jahrbücher des Nassauischen Vereins für Naturkunde. 63: 66–113.
- Lindholm W. A. 1910. Beschreibung einer neuen Retinella-Art aus der Krim. Abhandlungen der Senckenbergischen Naturforschenden Gesellschaft. 32: 222–223.
- Lindholm W. A. 1912. Eine neue kaukasische Clausilie. Nachrichtsblatt der Deutschen Malakozoologischen Gesellschaft. 44: 202–203.
- Lindholm W. A. 1913. Beschreibung neuer Arten und Formen aus dem Kaukasus-Gebiete. Nachrichtsblatt der Deutschen Malakozoologischen Gesellschaft. 45:  17–23, 62–69.
- Lindholm W. A. 1913. Über ein neues Subgenus der Gattung Clausilia Drap. Nachrichtsblatt der Deutschen Malakozoologischen Gesellschaft. 45: 24–26.
- Lindholm W. A. 1913. Neue Heliciden aus dem Kaukasus-Gebiete. Nachrichtsblatt der Deutschen Malakozoologischen Gesellschaft. 45: 137–144.
- Lindholm W. A. 1914. Beschreibung vier neuer Landschnecken und einer neuen Untergattung aus dem südwestlichen Transkaukasien. Nachrichtsblatt der Deutschen Malakozoologischen Gesellschaft. 46: 33–38.
- Lindholm W. A. 1914. Beitrag zur Kenntnis der Molluskenfauna von Littauen. Nachrichtsblatt der Deutschen Malakozoologischen Gesellschaft. 46: 79–80.
- Lindholm W. A. 1914. Beschreibung einer neuen Nacktschneckengattung aus dem Kaukasusgebiete. Nachrichtsblatt der Deutschen Malakozoologischen Gesellschaft. 46: 167–168.
- Lindholm W. A. 1914 (1913). Miszellen zur Malakozoologie des Russischen Reiches. I-XIII. Ежегодник зоологического музея. 18 (1): 151–167.
- Lindholm W. A. 1916 (1915). Diagnoses of two new Bulimini from Persia. Ежегодник зоологического музея. 20: 41–43 (XLI–XLIII).
- Lindholm W. A. 1916 (1915). Redescription of a dubious Clausilia. Ежегодник зоологического музея. 20: 43-44 (XLIII–XLIV).
- Lindholm W. A. 1922. On a new form of Pyramidula rupestris Drap. from West China. Ежегодник зоологического музея. 23: 255–256.
- Lindholm W. A. 1922. Description of two new Bulimini from Russian Central Asia. Ежегодник зоологического музея. 23: 273–275.
- Lindholm W. A. 1922. On some mollusks from Sumatra and the Malay Peninsula. Ежегодник зоологического музея. 23: 280–282.
- Lindholm W. A. 1922. Miscellaneous notes on palaearctic land and freshwater mollusks. Ежегодник зоологического музея. 23: 304–320.
- Lindholm W. A. 1922. Beschreibung einiger Kaukasischen landschnecken (Gastropoda Pulmonata). Ежегодник зоологического музея. 23: 355–361.
- Lindholm W. A. 1922. Die erste echte Hyalinia aus Transcaspien insula. Ежегодник зоологического музея. 23: 365–366.
- Lindholm W. A. 1923. Ueber einige Chondrula-Arten aus dem Kaukasus-Gebiete. Archiv für Molluskenkunde. 55: 217–225.
- Lindholm W. A. 1924. Die kaukasischen Arten der Gattung Poiretia Fischer. Archiv für Molluskenkunde. 56: 90–95.
- Lindholm W. A. 1924. A revised systematic list of the genera of the Clausiliidae, recent and fossil, with their subdivisions, synonymy, and types. Proceedings of the Malacological Society of London. 16 (2): 53–80.
- Lindholm W. A. 1925. A supplement to the revised systematic list of the genera of the Clausiliidae. Proceedings of the Malacological Society of London. 16 (6): 261–266.
- Lindholm W. A. 1925. On a misapplied generic name of Caucasian slugs. Proceedings of the Malacological Society of London. 16 (4): 167–168.
- Lindholm W. A. 1925. Studien an palaearktischen Vertigo-Arten. Archiv für Molluskenkunde. 57: 241–251.
- Lindholm W. A. 1925. Beitrag zur Systematik und Nomenklatur der Familie Gnidae (Buliminidae). Archiv für Molluskenkunde. 57: 23–41.
- Lindholm W. A. 1926. Neue Landschnecken aus dem Russischen Zentral-Asien. Archiv für Naturgeschichte. A. 92: 257–269.
- Lindholm W. A. 1926. Zur Nomenklatur einiger paläarktischer Landschnecken. Archiv für Molluskenkunde. 58: 87–94.
- Lindholm W. A. 1926. Ein Beitrag zur Kenntnis der Molluskenfauna der Krim. Archiv für Molluskenkunde. 58: 161–177.
- Lindholm W. A. 1926. Nachrufe — Otto W. von Rosen. Archiv für Molluskenkunde. 58: 235–236.
- Lindholm W. A. 1926. Nachrufe — Otto von Retowskii. Archiv für Molluskenkunde. 58: 237–238.
- Lindholm W. A. 1926. Beiträge zur Kenntnis der paläarktischen Planorbidae. Archiv für Molluskenkunde. 58: 241–258.
- Линдгольм В. А. 1926. О. Ф. Ретовский (некролог). Защита растений от вредителей. 3 (2–3): 282–283.
- Линдгольм В. А. 1926. Отто Владимирович Розен (некролог). Защита растений от вредителей. 3 (4–5): 427–428.
- Lindholm W. A. 1927. Zur Systematik und Nomenklatur einiger Heliciden und ihrer Verwandten. Archiv für Molluskenkunde. 59: 116–138.
- Lindholm W. A. 1927. Zur Nomenklatur einiger palaearktischer Landschnecken-Gatlungen. Archiv für Molluskenkunde. 59: 321–331.
- Lindholm W. A. 1927. Vorbemerkung — Mermod M. G. Note sur Vitrina annularis Stud. de Crimée. Archiv für Molluskenkunde. 59: 332–333.
- Lindholm W. A. 1927. Diagnosen neuer Landschnecken aus dem Ferghana-Gebiete. I-II. Zoologischer Anzeiger. 74 (7/9): 97–102, 195–202.
- Линдгольм В. А. 1927. О раковинах неморских моллюсков, найденных при раскопках в ю-з России. Сборник в честь Н. М. Книповича. НКЗ: 200–207.
- Lindholm W. A. 1928. Zur Synonymie einiger kaukasischer Heliciden. Archiv für Molluskenkunde. 60: 206–208.
- Lindholm W. A. 1928. Über einige Heliciden (Mollusca, Pulmonata) des Kaukasusgebietes. Ежегодник зоологического музея. 28: 97–123.
- Lindholm W. A. 1929. Die gezähnten Heliciden des Kaukasus. Archiv für Molluskenkunde. 61: 205–211.
- Lindholm W. A. 1929. Zur Kenntniss der malakofauna des Unterlaufes des Dnjepr. Труди фізично-математичного відділу ВУАН. 11 (3): 337–367.
- Lindholm W. A. 1933. Eine uerschollene Muschel aus Zentralasien. Archiv für Molluskenkunde. 65: 264–268.
- Lindholm W. A. 1936. Eine neue Helicella (Helicidae, Gastropoda) aus der Krim, nebst Notizen zur Oekologie einiger Landschnecken. Труды Зоологического института. 3: 439–442.